# Mistrzostwa Świata w Hokeju na Lodzie 2018 (elita)

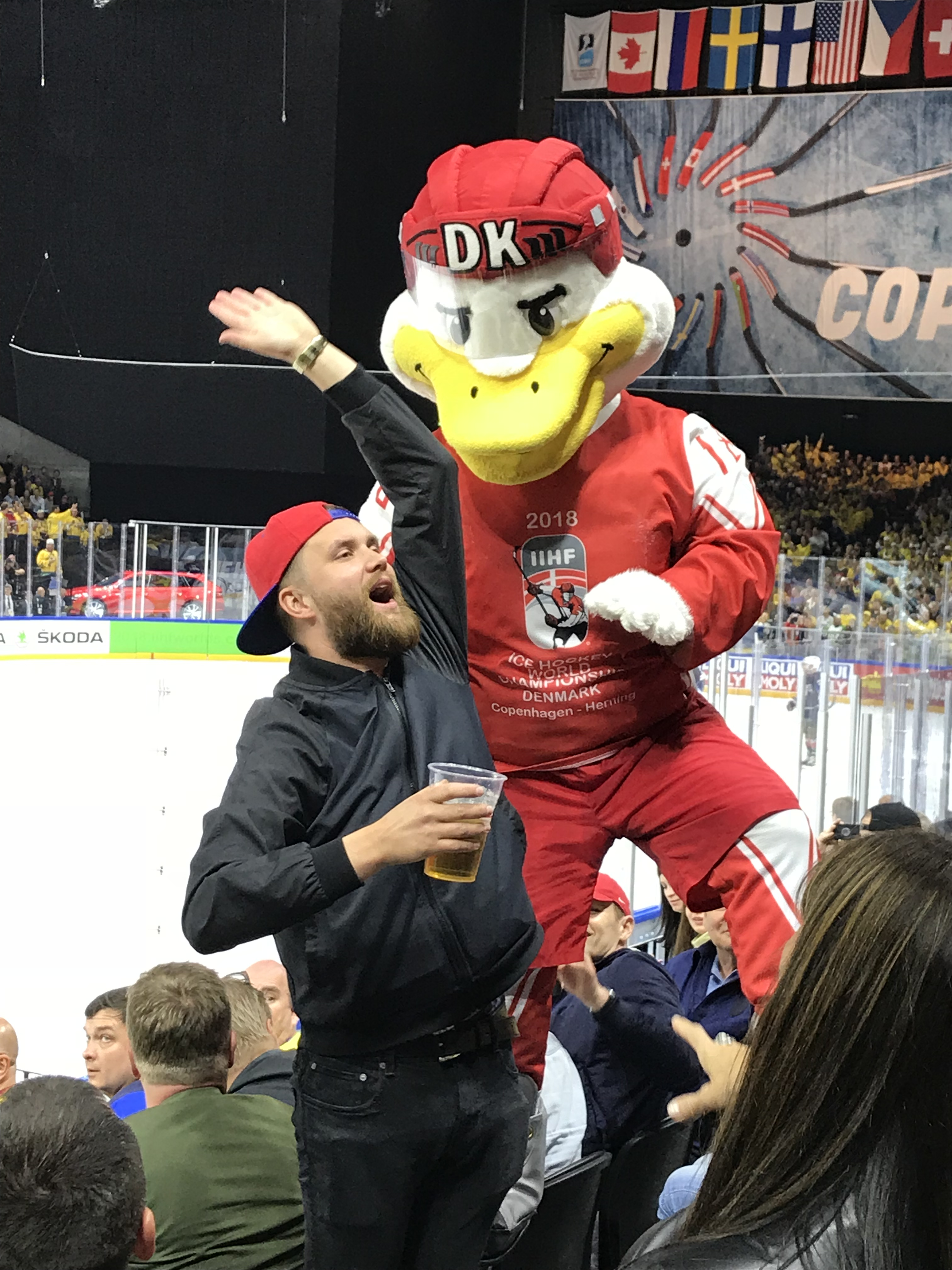
Maskotka Duckly

Mistrzostwa Świata w Hokeju na Lodzie Elity 2018 odbywały się w dniach 4–20 maja 2018 w Danii. Miastami goszczącymi najlepsze reprezentacje świata były Kopenhaga i Herning. Do 82. turnieju o złoty medal mistrzostw świata zakwalifikowano 16 narodowych reprezentacji.
Skład grup turniejowych został zaprezentowany 22 maja 2017.
Oficjalną maskotką mistrzostw została wybrana postać Duckly, zainspirowana baśnią pt. Brzydkie kaczątko autorstwa duńskiego pisarza Hansa Christiana Andersena.
Przedstawione godziny rozpoczęcia meczów podane są według czasu środkowoeuropejskiego (polskiego).

## Grupa A
Tabela
| Lp. | Zespół     | M | Pkt | Z | Zd | Pd | P | G+ | G- | +/− |
| --- | ---------- | - | --- | - | -- | -- | - | -- | -- | --- |
| 1   | Szwecja    | 7 | 20  | 6 | 1  | 0  | 0 | 31 | 9  | +22 |
| 2   | Rosja      | 7 | 16  | 5 | 0  | 1  | 1 | 32 | 10 | +22 |
| 3   | Czechy     | 7 | 15  | 3 | 3  | 0  | 1 | 27 | 15 | +12 |
| 4   | Szwajcaria | 7 | 12  | 3 | 1  | 1  | 2 | 25 | 19 | +6  |
| 5   | Słowacja   | 7 | 11  | 3 | 0  | 2  | 2 | 19 | 20 | –1  |
| 6   | Francja    | 7 | 6   | 2 | 0  | 0  | 3 | 13 | 29 | –16 |
| 7   | Austria    | 7 | 4   | 1 | 0  | 1  | 5 | 13 | 30 | –17 |
| 8   | Białoruś   | 7 | 0   | 0 | 0  | 0  | 7 | 8  | 37 | –29 |

    = awans do ćwierćfinałów     = utrzymanie w elicie     = spadek do dywizji I grupy A
Wyniki
| 4 maja 2018 | Rosja | 7:0 | Francja | Royal Arena, Kopenhaga |

| Szczegóły      | Szczegóły | Szczegóły       | Szczegóły  | Szczegóły                                                                                              |
| -------------- | --- | --------------- | ---------- | --- |
| Godzina: 16:15 | K. Kaprizow (EQ) 07:08 P. Buczniewicz (PP) 08:18 J. Dadonow (EQ) 10:22 K. Kaprizow (EQ) 37:59 A. Barabanow (EQ) 42:36 M. Szałunow (PP) 44:50 A. Anisimow (PP) 57:13 | (3:0, 1:0, 3:0) |            | Widzów: 6453 Sędzia główny: Jan Hribik Mikael Sjöqvist Sędziowie liniowi: Peter Šefčík Sakari Suominen |
| Godzina: 16:15 | 6 min. kar |                 | 8 min. kar | Widzów: 6453 Sędzia główny: Jan Hribik Mikael Sjöqvist Sędziowie liniowi: Peter Šefčík Sakari Suominen |

| 4 maja 2018 | Szwecja | 5:0 | Białoruś | Royal Arena, Kopenhaga |

| Szczegóły      | Szczegóły | Szczegóły       | Szczegóły  | Szczegóły |
| -------------- | --- | --------------- | ---------- | --- |
| Godzina: 20:15 | L. Andersson (EQ) 09:17 G. Nyquist (EQ) 09:45 M. Janmark-Nylén (EQ) 23:49 R. Rakell (EQ) 33:45 M. Zibanejad (EQ) 56:11 | (2:0, 2:0, 1:0) |            | Widzów: 10884 Sędzia główny: Mikko Kaukokari Tobias Wehrli Sędziowie liniowi: Miroslav Lhotský Dustin McCrank |
| Godzina: 20:15 | 8 min. kar |                 | 4 min. kar | Widzów: 10884 Sędzia główny: Mikko Kaukokari Tobias Wehrli Sędziowie liniowi: Miroslav Lhotský Dustin McCrank |

| 5 maja 2018 | Szwajcaria | 3:2 pd. | Austria | Royal Arena, Kopenhaga |

| Szczegóły      | Szczegóły                                                         | Szczegóły            | Szczegóły                                  | Szczegóły                                                                                                   |
| -------------- | ----------------------------------------------------------------- | -------------------- | ------------------------------------------ | --- |
| Godzina: 12:15 | N. Niederreiter (EQ) 18:28 G. Haas (EQ) 24:14 E. Corvi (EQ) 63:58 | (1:0, 1:1, 0:1, 1:0) | 34:50 (PP) D. Zwerger 46:28 (EQ) M. Ganahl | Widzów: 5019 Sędzia główny: Konstantin Olenin Mikael Sjoqvist Sędziowie liniowi: Dmitr Goljak Gleb Łazariew |
| Godzina: 12:15 | 29 min. kar                                                       |                      | 6 min. kar                                 | Widzów: 5019 Sędzia główny: Konstantin Olenin Mikael Sjoqvist Sędziowie liniowi: Dmitr Goljak Gleb Łazariew |

| 5 maja 2018 | Francja | 6:2 | Białoruś | Royal Arena, Kopenhaga |

| Szczegóły      | Szczegóły | Szczegóły       | Szczegóły                                      | Szczegóły                                                                                              |
| -------------- | --- | --------------- | ---------------------------------------------- | --- |
| Godzina: 16:15 | D. Fleury (EQ) 03:33 S. Da Costa (EQ) 13:33 L. Lampérier (EQ) 38:42 A. Manavian (PP2) 42:17 A. Guttig (EQ) 47:57 J. Perret (PP) 57:56 | (2:1, 1:0, 3:1) | 19:36 (PP) A. Paułowicz 54:46 (PP) P. Warabiej | Widzów: 6529 Sędzia główny: Oliver Gouin Mark Lemelin Sędziowie liniowi: Nicolas Fluri Sakari Suominen |
| Godzina: 16:15 | 10 min. kar |                 | 16 min. kar                                    | Widzów: 6529 Sędzia główny: Oliver Gouin Mark Lemelin Sędziowie liniowi: Nicolas Fluri Sakari Suominen |

| 5 maja 2018 | Czechy | 3:2 pd. | Słowacja | Royal Arena, Kopenhaga |

| Szczegóły      | Szczegóły                                                           | Szczegóły            | Szczegóły                                  | Szczegóły |
| -------------- | ------------------------------------------------------------------- | -------------------- | ------------------------------------------ | --- |
| Godzina: 20:15 | D. Kubalík (EQ) 21:04 M. Nečas (EQ) (EA) 59:50 D. Jaškin (EQ) 62:09 | (0:1, 1:1, 1:0, 1:0) | 07:33 (PP) M. Krištof 25:29 (PP) A. Sekera | Widzów: 12490 Sędzia główny: Mikko Kaukokari Timothy Mayer Sędziowie liniowi: Andreas Malmqvist Dustin McCrank |
| Godzina: 20:15 | 6 min. kar                                                          |                      | 6 min. kar                                 | Widzów: 12490 Sędzia główny: Mikko Kaukokari Timothy Mayer Sędziowie liniowi: Andreas Malmqvist Dustin McCrank |

| 6 maja 2018 | Austria | 0:7 | Rosja | Royal Arena, Kopenhaga |

| Szczegóły      | Szczegóły  | Szczegóły       | Szczegóły | Szczegóły                                                                                                |
| -------------- | ---------- | --------------- | --- | --- |
| Godzina: 12:15 |            | (0:3, 0:3, 0:1) | 09:34 (EQ) M. Grigorenko 11:42 (EQ) A. Anisimow 13:19 (EQ) A. Barabanow 23:52 (EQ) M. Grigorenko 29:07 (EQ) K. Kaprizow 37:58 (EQ) M. Mamin 53:55 (EQ) I. Michiejew | Widzów: 9502 Sędzia główny: Timothy Mayer Tobias Wehrli Sędziowie liniowi: Miroslav Lhotský Peter Sefcik |
| Godzina: 12:15 | 2 min. kar |                 | 2 min. kar | Widzów: 9502 Sędzia główny: Timothy Mayer Tobias Wehrli Sędziowie liniowi: Miroslav Lhotský Peter Sefcik |

| 6 maja 2018 | Szwecja | 3:2 | Czechy | Royal Arena, Kopenhaga |

| Szczegóły      | Szczegóły                                                                | Szczegóły       | Szczegóły                                | Szczegóły                                                                                                  |
| -------------- | ------------------------------------------------------------------------ | --------------- | ---------------------------------------- | --- |
| Godzina: 16:15 | R. Rakell (EQ) 04:49 M. Janmark-Nylén (PP) 07:13 M. Zibanejad (EQ) 43:11 | (2:0, 0:1, 1:1) | 33:10 (PP2) F. Hronek 55:64 (PP) T. Hyka | Widzów: 12490 Sędzia główny: Mark Lemellin Konstantin Olenin Sędziowie liniowi: Nicolas Fluri Dmitr Goljak |
| Godzina: 16:15 | 12 min. kar                                                              |                 | 10 min. kar                              | Widzów: 12490 Sędzia główny: Mark Lemellin Konstantin Olenin Sędziowie liniowi: Nicolas Fluri Dmitr Goljak |

| 6 maja 2018 | Słowacja | 0:2 | Szwajcaria | Royal Arena, Kopenhaga |

| Szczegóły      | Szczegóły  | Szczegóły       | Szczegóły                                   | Szczegóły                                                                                               |
| -------------- | ---------- | --------------- | ------------------------------------------- | --- |
| Godzina: 20:15 |            | (0:1, 0:1, 0:0) | 11:06 (EQ) T. Scherwey 20:22 (SH) M. Müller | Widzów: 10915 Sędzia główny: Oliver Gouin Jan Hribik Sędziowie liniowi: Gleb Łazariew Andreas Malmqvist |
| Godzina: 20:15 | 6 min. kar |                 | 4 min. kar                                  | Widzów: 10915 Sędzia główny: Oliver Gouin Jan Hribik Sędziowie liniowi: Gleb Łazariew Andreas Malmqvist |

| 7 maja 2018 | Białoruś | 0:6 | Rosja | Royal Arena, Kopenhaga |

| Szczegóły      | Szczegóły  | Szczegóły       | Szczegóły | Szczegóły |
| -------------- | ---------- | --------------- | --- | --- |
| Godzina: 16:15 |            | (0:1, 0:3, 0:2) | 05:27 (EQ) P. Daciuk 25:55 (EQ) M. Szałunow 29:25 (EQ) I. Kabłukow 39:26 (PP) P. Daciuk 45:16 (EQ) M. Mamin 47:37 (EQ) K. Kaprizow | Widzów: 6360 Sędzia główny: Mikko Kaukokari Mikael Sjoqvist Sędziowie liniowi: Miroslav Lhotsky Dustin McCrank |
| Godzina: 16:15 | 4 min. kar |                 | 2 min. kar | Widzów: 6360 Sędzia główny: Mikko Kaukokari Mikael Sjoqvist Sędziowie liniowi: Miroslav Lhotsky Dustin McCrank |

| 7 maja 2018 | Szwecja | 4:0 | Francja | Royal Arena, Kopenhaga |

| Szczegóły      | Szczegóły                                                                                        | Szczegóły       | Szczegóły   | Szczegóły                                                                                            |
| -------------- | ------------------------------------------------------------------------------------------------ | --------------- | ----------- | --- |
| Godzina: 20:15 | R. Rakell (EQ) 00:24 M. Backlund (PP) 05:54 O. Ekman Larsson (EQ) 27:51 E. Pettersson (PP) 55:40 | (2:0, 1:0, 1:0) |             | Widzów: 7218 Sędzia główny: Jan Hribik Tobias Wehrli Sędziowie liniowi: Peter Sefcik Sakari Suominen |
| Godzina: 20:15 | 12 min. kar                                                                                      |                 | 24 min. kar | Widzów: 7218 Sędzia główny: Jan Hribik Tobias Wehrli Sędziowie liniowi: Peter Sefcik Sakari Suominen |

| 8 maja 2018 | Austria | 2:4 | Słowacja | Royal Arena, Kopenhaga |

| Szczegóły      | Szczegóły                                    | Szczegóły       | Szczegóły                                                                               | Szczegóły |
| -------------- | -------------------------------------------- | --------------- | --------------------------------------------------------------------------------------- | --- |
| Godzina: 16:15 | B. Lebler (EQ) 01:33 P. Schneider (EQ) 41:43 | (1:1, 0:2, 1:1) | 04:13 (EQ) M. Haščák 22:13 (EQ) T. Jurčo 29:00 (EQ) C. Jaroš 59:29 (EQ) (EN) M. Krištof | Widzów: 6094 Sędzia główny: Brett Iverson Mikael Sjoqvist Sędziowie liniowi: Nicolas Fluri Andreas Malmqvist |
| Godzina: 16:15 | 8 min. kar                                   |                 | 4 min. kar                                                                              | Widzów: 6094 Sędzia główny: Brett Iverson Mikael Sjoqvist Sędziowie liniowi: Nicolas Fluri Andreas Malmqvist |

| 8 maja 2018 | Czechy | 5:4 pk. | Szwajcaria | Royal Arena, Kopenhaga |

| Szczegóły      | Szczegóły                                                                                                   | Szczegóły                 | Szczegóły                                                                                       | Szczegóły                                                                                             |
| -------------- | --- | ------------------------- | ----------------------------------------------------------------------------------------------- | --- |
| Godzina: 20:15 | D. Kubalík (PP) 16:21 M. Moravčík (EQ) 24:09 M. Moravčík (EQ) 27:43 M. Řepík (EQ) 34:26 M. Řepík (PS) 65:00 | (1:1, 3:3, 0:0, 0:0, 1:0) | 11:13 (PP) N. Niederreiter 20:47 (PP) G. Hofmann 22:07 (EQ) S. Moser 27:21 (PP) N. Niederreiter | Widzów: 6226 Sędzia główny: Roman Gofman Stephen Reneau Sędziowie liniowi: Dmitr Goljak Gleb Łazariew |
| Godzina: 20:15 | 26 min. kar                                                                                                 |                           | 18 min. kar                                                                                     | Widzów: 6226 Sędzia główny: Roman Gofman Stephen Reneau Sędziowie liniowi: Dmitr Goljak Gleb Łazariew |

| 9 maja 2018 | Szwajcaria | 5:2 | Białoruś | Royal Arena, Kopenhaga |

| Szczegóły      | Szczegóły                                                                                                   | Szczegóły       | Szczegóły                                   | Szczegóły                                                                                               |
| -------------- | --- | --------------- | ------------------------------------------- | --- |
| Godzina: 16:15 | J. Vermin (EQ) 01:37 S. Andrighetto (EQ) 18:40 J. Vermin (EQ) 39:45 E. Corvi (EQ) 42:29 T. Meier (PP) 46:44 | (2:2, 1:0, 2:0) | 05:54 (EQ) G. Platt 10:46 (EQ) A. Paułowicz | Widzów: 5445 Sędzia główny: Linus Ohlund Aleksi Rantala Sędziowie liniowi: Jake Davis Aleksandr Otmakow |
| Godzina: 16:15 | 8 min. kar                                                                                                  |                 | 16 min. kar                                 | Widzów: 5445 Sędzia główny: Linus Ohlund Aleksi Rantala Sędziowie liniowi: Jake Davis Aleksandr Otmakow |

| 9 maja 2018 | Szwecja | 7:0 | Austria | Royal Arena, Kopenhaga |

| Szczegóły      | Szczegóły | Szczegóły       | Szczegóły  | Szczegóły                                                                                                  |
| -------------- | --- | --------------- | ---------- | --- |
| Godzina: 20:15 | A. Kempe (PP) 09:57 M. Janmark-Nylén (EQ) 17:11 R. Rakell (PP) 22:42 R. Rakell (EQ) 28:53 G. Nyquist (EQ) 29:17 M. Zibanejad (EQ) 47:50 M. Pääjärvi Svensson (EQ) 53:59 | (2:0, 3:0, 2:0) |            | Widzów: 8547 Sędzia główny: Jozef Kubuš Gordon Schukies Sędziowie liniowi: Lukas Kohlmuller Hannu Sormunen |
| Godzina: 20:15 | 4 min. kar |                 | 8 min. kar | Widzów: 8547 Sędzia główny: Jozef Kubuš Gordon Schukies Sędziowie liniowi: Lukas Kohlmuller Hannu Sormunen |

| 10 maja 2018 | Słowacja | 3:1 | Francja | Royal Arena, Kopenhaga |

| Szczegóły      | Szczegóły                                                           | Szczegóły       | Szczegóły               | Szczegóły                                                                                          |
| -------------- | ------------------------------------------------------------------- | --------------- | ----------------------- | -------------------------------------------------------------------------------------------------- |
| Godzina: 16:15 | D. Bondra (EQ) 05:37 D. Buc (EQ) 22:03 M. Čajkovský (SH) (EN) 59:50 | (1:0, 1:1, 1:0) | 33:39 (EQ) V. Claireaux | Widzów: 5855 Sędzia główny: Roman Gofman Antonín Jeřábek Sędziowie liniowi: Rene Jensen Jon Kilian |
| Godzina: 16:15 | 4 min. kar                                                          |                 | 8 min. kar              | Widzów: 5855 Sędzia główny: Roman Gofman Antonín Jeřábek Sędziowie liniowi: Rene Jensen Jon Kilian |

| 10 maja 2018 | Czechy | 4:3 pd. | Rosja | Royal Arena, Kopenhaga |

| Szczegóły      | Szczegóły                                                                               | Szczegóły            | Szczegóły                                                                  | Szczegóły                                                                                              |
| -------------- | --------------------------------------------------------------------------------------- | -------------------- | -------------------------------------------------------------------------- | --- |
| Godzina: 20:15 | D. Krejčí (EQ) 14:41 D. Jaškin (EQ) 18:39 D. Pastrňák (EQ) 24:17 D. Pastrňák (EQ) 63:23 | (2:1, 1:2, 0:0, 1:0) | 01:11 (EQ) N. Niestierow 21:00 (EQ) M. Grigorienko 25:49 (EQ) A. Barabanow | Widzów: 12490 Sędzia główny: Brett Iversen Linus Ohlund Sędziowie liniowi: Jake Davis Nathan Vanoosten |
| Godzina: 20:15 | 6 min. kar                                                                              |                      | 4 min. kar                                                                 | Widzów: 12490 Sędzia główny: Brett Iversen Linus Ohlund Sędziowie liniowi: Jake Davis Nathan Vanoosten |

| 11 maja 2018 | Francja | 5:2 | Austria | Royal Arena, Kopenhaga |

| Szczegóły      | Szczegóły | Szczegóły       | Szczegóły                                      | Szczegóły |
| -------------- | --- | --------------- | ---------------------------------------------- | --- |
| Godzina: 16:15 | D. Fleury (EQ) 10:00 S. Treille (PP) 13:10 D. Fleury (PP2) 34:11 T. Da Costa (EQ) 37:49 S. Treille (PP) 41:06 | (2:1, 2:1, 1:0) | 03:32 (EQ) T. Hundertpfund 31:22 (PP) M. Raffl | Widzów: 5780 Sędzia główny: Antonín Jeřábek Stephen Reneau Sędziowie liniowi: Brian Oliver Aleksandr Otmakow |
| Godzina: 16:15 | 12 min. kar                                                                                                   |                 | 14 min. kar                                    | Widzów: 5780 Sędzia główny: Antonín Jeřábek Stephen Reneau Sędziowie liniowi: Brian Oliver Aleksandr Otmakow |

| 11 maja 2018 | Białoruś | 0:3 | Czechy | Royal Arena, Kopenhaga |

| Szczegóły      | Szczegóły   | Szczegóły       | Szczegóły                                                   | Szczegóły                                                                                                   |
| -------------- | ----------- | --------------- | ----------------------------------------------------------- | --- |
| Godzina: 20:15 |             | (0:3, 0:0, 0:0) | 08:13 (PP) L. Šulák 15:53 (EQ) R. Horák 18:43 (EQ) M. Řepík | Widzów: 5636 Sędzia główny: Roman Gofman Gordon Schukies Sędziowie liniowi: Lukas Kohlmuller Hannu Sormunen |
| Godzina: 20:15 | 14 min. kar |                 | 4 min. kar                                                  | Widzów: 5636 Sędzia główny: Roman Gofman Gordon Schukies Sędziowie liniowi: Lukas Kohlmuller Hannu Sormunen |

| 12 maja 2018 | Słowacja | 3:4 pd. | Szwecja | Royal Arena, Kopenhaga |

| Szczegóły      | Szczegóły                                                   | Szczegóły            | Szczegóły                                                                                     | Szczegóły                                                                                                 |
| -------------- | ----------------------------------------------------------- | -------------------- | --------------------------------------------------------------------------------------------- | --- |
| Godzina: 12:15 | T. Jurčo (EQ) 10:32 M. Ďaloga (SH) 36:40 L. Nagy (EQ) 46:54 | (1:2, 1:1, 1:0, 0:1) | 15:14 (EQ) D. Everberg 18:06 (EQ) G. Nyquist 24:53 (EQ) J. de la Rose 64:18 (PP) M. Zibanejad | Widzów: 12490 Sędzia główny: Brett Iverson Stephen Reneau Sędziowie liniowi: Rene Jensen Lukas Kohlmuller |
| Godzina: 12:15 | 8 min. kar                                                  |                      | 2 min. kar                                                                                    | Widzów: 12490 Sędzia główny: Brett Iverson Stephen Reneau Sędziowie liniowi: Rene Jensen Lukas Kohlmuller |

| 12 maja 2018 | Austria | 4:0 | Białoruś | Royal Arena, Kopenhaga |

| Szczegóły      | Szczegóły                                                                              | Szczegóły       | Szczegóły  | Szczegóły                                                                                                |
| -------------- | -------------------------------------------------------------------------------------- | --------------- | ---------- | --- |
| Godzina: 16:15 | L. Viveiros (EQ) 04:14 K. Komarek (PP) 30:38 M. Raffl (PP) 34:38 D. Zwerger (PP) 39:36 | (1:0, 3:0, 0:0) |            | Widzów: 7370 Sędzia główny: Linus Ohlund Aleksi Rantala Sędziowie liniowi: Brian Oliver Nathan Vanoosten |
| Godzina: 16:15 | 10 min. kar                                                                            |                 | 6 min. kar | Widzów: 7370 Sędzia główny: Linus Ohlund Aleksi Rantala Sędziowie liniowi: Brian Oliver Nathan Vanoosten |

| 12 maja 2018 | Rosja | 4:3 | Szwajcaria | Royal Arena, Kopenhaga |

| Szczegóły      | Szczegóły                                                                                        | Szczegóły       | Szczegóły                                                              | Szczegóły                                                                                         |
| -------------- | ------------------------------------------------------------------------------------------------ | --------------- | ---------------------------------------------------------------------- | ------------------------------------------------------------------------------------------------- |
| Godzina: 20:15 | K. Kaprizow (EQ) 22:22 J. Dadonow (EQ) 27:47 N. Niestierow (PP2) 39:57 M. Grigorienko (EQ) 56:07 | (0:0, 3:1, 1:2) | 26:35 (PP) R. Untersander 51:52 (EQ) S. Andrighetto 58:12 (PP) G. Haas | Widzów: 12366 Sędzia główny: Jozef Kubuš Gordon Schukies Sędziowie liniowi: Jake Davis Jon Kilian |
| Godzina: 20:15 | 8 min. kar                                                                                       |                 | 8 min. kar                                                             | Widzów: 12366 Sędzia główny: Jozef Kubuš Gordon Schukies Sędziowie liniowi: Jake Davis Jon Kilian |

| 13 maja 2018 | Francja | 0:6 | Czechy | Royal Arena, Kopenhaga |

| Szczegóły      | Szczegóły   | Szczegóły       | Szczegóły | Szczegóły                                                                                           |
| -------------- | ----------- | --------------- | --- | --------------------------------------------------------------------------------------------------- |
| Godzina: 16:15 |             | (0:3, 0:2, 0:1) | 03:41 (EQ) D. Pastrňák 07:58 (EQ) D. Pastrňák 14:11 (EQ) D. Jaškin 21:37 (PP) R. Horák 27:41 (EQ) R. Horák 50:32 (EQ) M. Nečas | Widzów: 6252 Sędzia główny: Jozef Kubuš Linus Ohlund Sędziowie liniowi: Jon Kilian Nathan Vanoosten |
| Godzina: 16:15 | 22 min. kar |                 | 4 min. kar | Widzów: 6252 Sędzia główny: Jozef Kubuš Linus Ohlund Sędziowie liniowi: Jon Kilian Nathan Vanoosten |

| 13 maja 2018 | Szwajcaria | 3:5 | Szwecja | Royal Arena, Kopenhaga |

| Szczegóły      | Szczegóły                                                        | Szczegóły       | Szczegóły | Szczegóły |
| -------------- | ---------------------------------------------------------------- | --------------- | --- | --- |
| Godzina: 20:15 | R. Untersander (EQ) 38:32 R. Diaz (EQ) 44:26 D. Kukan (PP) 59:17 | (0:2, 1:1, 2:2) | 05:24 (PP) J. Klingberg 09:18 (PP) P. Hörnqvist 21:14 (EQ) M. Backlund 52:59 (EQ) A. Larsson 56:42 (EQ) (EN) M. Pääjärvi Svensson | Widzów: 12255 Sędzia główny: Antonín Jeřábek Aleksi Rantala Sędziowie liniowi: Aleksandr Otmakow Hannu Sormunen |
| Godzina: 20:15 | 6 min. kar                                                       |                 | 8 min. kar | Widzów: 12255 Sędzia główny: Antonín Jeřábek Aleksi Rantala Sędziowie liniowi: Aleksandr Otmakow Hannu Sormunen |

| 14 maja 2018 | Rosja | 4:0 | Słowacja | Royal Arena, Kopenhaga |

| Szczegóły      | Szczegóły                                                                                         | Szczegóły       | Szczegóły  | Szczegóły                                                                                                |
| -------------- | ------------------------------------------------------------------------------------------------- | --------------- | ---------- | --- |
| Godzina: 16:15 | M. Mamin (EQ) 11:10 N. Gusiew (EQ) 16:50 M. Szałunow (EQ) (EN) 58:49 I. Michiejew (EQ) (EN) 59:44 | (2:0, 0:0, 2:0) |            | Widzów: 7732 Sędzia główny: Mark Lemelin Aleksi Rantala Sędziowie liniowi: Lukas kohlmuller Brian Oliver |
| Godzina: 16:15 | 6 min. kar                                                                                        |                 | 6 min. kar | Widzów: 7732 Sędzia główny: Mark Lemelin Aleksi Rantala Sędziowie liniowi: Lukas kohlmuller Brian Oliver |

| 14 maja 2018 | Czechy | 4:3 | Austria | Royal Arena, Kopenhaga |

| Szczegóły      | Szczegóły                                                                        | Szczegóły       | Szczegóły                                                     | Szczegóły |
| -------------- | -------------------------------------------------------------------------------- | --------------- | ------------------------------------------------------------- | --- |
| Godzina: 20:15 | T. Hyka (EQ) 00:31 F. Chytil (EQ) 02:27 D. Kubalík (EQ) 25:46 T. Hyka (PP) 49:51 | (2:1, 1:0, 1:2) | 17:45 (EQ) K. Komarek 50:53 (EQ) M. Raffl 57:18 (EQ) M. Raffl | Widzów: 3843 Sędzia główny: Konstantin Olenin Gordon Schukies Sędziowie liniowi: Rene Jensen Aleksandr Otmakow |
| Godzina: 20:15 | 8 min. kar                                                                       |                 | 4 min. kar                                                    | Widzów: 3843 Sędzia główny: Konstantin Olenin Gordon Schukies Sędziowie liniowi: Rene Jensen Aleksandr Otmakow |

| 15 maja 2018 | Szwajcaria | 5:1 | Francja | Royal Arena, Kopenhaga |

| Szczegóły      | Szczegóły | Szczegóły       | Szczegóły             | Szczegóły                                                                                               |
| -------------- | --- | --------------- | --------------------- | --- |
| Godzina: 12:15 | G. Hoffman (EQ) 12:21 E. Corvi (EQ) 15:09 R. Untersander (PP) 37:12 K. Fiala (EQ) (EA) 42:21 S. Moser (SH) 53:46 | (2:0, 1:0, 2:1) | 43:10 (EQ) G. Leclerc | Widzów: 6573 Sędzia główny: Konstantin Olenin Gordon Schukies Sędziowie liniowi: Jake Davis Rene Jensen |
| Godzina: 12:15 | 8 min. kar |                 | 8 min. kar            | Widzów: 6573 Sędzia główny: Konstantin Olenin Gordon Schukies Sędziowie liniowi: Jake Davis Rene Jensen |

| 15 maja 2018 | Białoruś | 4:7 | Słowacja | Royal Arena, Kopenhaga |

| Szczegóły      | Szczegóły                                                                                   | Szczegóły       | Szczegóły | Szczegóły                                                                                      |
| -------------- | ------------------------------------------------------------------------------------------- | --------------- | --- | ---------------------------------------------------------------------------------------------- |
| Godzina: 16:15 | A. Kitarau (SH) 32:24 C. Linglet (PP) 35:00 J. Kowyryszyn (EQ) 48:37 P. Warabiej (PP) 50:18 | (0:2, 2:0, 2:5) | 00:18 (EQ) M. Bakoš 10:07 (PP) T. Jurčo 47:53 (EQ) M. Bakoš 51:17 (EQ) T. Jurčo 54:57 (EQ) M. Hovorka 55:48 (PS) M. Ďaloga 59:42 (PP) M. Krištof | Widzów: 4857 Sędzia główny: Jan Hribik Mark Lemelin Sędziowie liniowi: Jon Kilian Brian Oliver |
| Godzina: 16:15 | 8 min. kar                                                                                  |                 | 12 min. kar | Widzów: 4857 Sędzia główny: Jan Hribik Mark Lemelin Sędziowie liniowi: Jon Kilian Brian Oliver |

| 15 maja 2018 | Rosja | 1:3 | Szwecja | Royal Arena, Kopenhaga |

| Szczegóły      | Szczegóły              | Szczegóły       | Szczegóły                                                              | Szczegóły                                                                                                  |
| -------------- | ---------------------- | --------------- | ---------------------------------------------------------------------- | --- |
| Godzina: 20:15 | K. Kaprizow (PP) 02:44 | (1:0, 0:2, 0:1) | 29:27 (PP) M. Zibanejad 36:04 (EQ) R. Rakell 58:55 (EQ) (EN) M. Ekholm | Widzów: 12490 Sędzia główny: Oliver Gouin Timothy Mayer Sędziowie liniowi: Hannu Sormunen Nathan Vanoosten |
| Godzina: 20:15 | 4 min. kar             |                 | 14 min. kar                                                            | Widzów: 12490 Sędzia główny: Oliver Gouin Timothy Mayer Sędziowie liniowi: Hannu Sormunen Nathan Vanoosten |

## Grupa B
Tabela
| Lp. | Zespół            | M | Pkt | Z | Zd | Pd | P | G+ | G- | +/− |
| --- | ----------------- | - | --- | - | -- | -- | - | -- | -- | --- |
| 1   | Finlandia         | 7 | 16  | 5 | 0  | 1  | 1 | 38 | 11 | +27 |
| 2   | Stany Zjednoczone | 7 | 16  | 4 | 2  | 0  | 1 | 39 | 15 | +24 |
| 3   | Kanada            | 7 | 14  | 4 | 1  | 1  | 1 | 32 | 12 | +20 |
| 4   | Łotwa             | 7 | 13  | 3 | 1  | 2  | 1 | 16 | 16 | 0   |
| 5   | Dania             | 7 | 11  | 3 | 1  | 0  | 3 | 13 | 17 | –4  |
| 6   | Niemcy            | 7 | 7   | 1 | 1  | 2  | 3 | 16 | 20 | –4  |
| 7   | Norwegia          | 7 | 6   | 1 | 1  | 1  | 4 | 13 | 31 | –18 |
| 8   | Korea Południowa  | 7 | 0   | 0 | 0  | 0  | 7 | 4  | 48 | –44 |

    = awans do ćwierćfinałów     = utrzymanie w elicie     = spadek do dywizji I grupy A
Wyniki
| 4 maja 2018 | Stany Zjednoczone | 5:4 pk. | Kanada | Jyske Bank Boxen, Herning |

| Szczegóły      | Szczegóły                                                                                                 | Szczegóły                 | Szczegóły                                                                                     | Szczegóły |
| -------------- | --- | ------------------------- | --------------------------------------------------------------------------------------------- | --- |
| Godzina: 16:15 | A. Lee (EQ) 13:59 D. Larkin (EQ) 20:43 J. Gaudreau (EQ) 30:00 D. Larkin (EQ) 43:27 C. Atkinson (PS) 65:00 | (1:2, 2:1, 1:1, 0:0, 1:0) | 00:47 (EQ) P.-L. Dubois 12:23 (EQ) R. O’Reilly 37:53 (EQ) A.Beauvillier 50:48 (EQ) C. Parayko | Widzów: 9632 Sędzia główny: Antonín Jeřábek Linus Öhlund Sędziowie liniowi: Lukas Kohlmüller Aleksandr Otmachow |
| Godzina: 16:15 | 6 min. kar                                                                                                |                           | 6 min. kar                                                                                    | Widzów: 9632 Sędzia główny: Antonín Jeřábek Linus Öhlund Sędziowie liniowi: Lukas Kohlmüller Aleksandr Otmachow |

| 4 maja 2018 | Niemcy | 2:3 pk. | Dania | Jyske Bank Boxen, Herning |

| Szczegóły      | Szczegóły                                        | Szczegóły                 | Szczegóły                                                      | Szczegóły                                                                                           |
| -------------- | ------------------------------------------------ | ------------------------- | -------------------------------------------------------------- | --------------------------------------------------------------------------------------------------- |
| Godzina: 20:15 | L. Draisaitl (EQ) (EA) 13:59 Y. Ehliz (EQ) 50:43 | (0:0, 1:2, 1:0, 0:0, 0:1) | 28:44 (EQ) J. Jensen 35:17 (PP) F. Storm 65:00 (PS) F. Nielsen | Widzów: 9982 Sędzia główny: Jozef Kubuš Aleksi Rantala Sędziowie liniowi: Jake Davis Hannu Sormunen |
| Godzina: 20:15 | 8 min. kar                                       |                           | 4 min. kar                                                     | Widzów: 9982 Sędzia główny: Jozef Kubuš Aleksi Rantala Sędziowie liniowi: Jake Davis Hannu Sormunen |

| 5 maja 2018 | Norwegia | 2:3 pd. | Łotwa | Jyske Bank Boxen, Herning |

| Szczegóły      | Szczegóły                                        | Szczegóły            | Szczegóły                                                       | Szczegóły                                                                                           |
| -------------- | ------------------------------------------------ | -------------------- | --------------------------------------------------------------- | --------------------------------------------------------------------------------------------------- |
| Godzina: 12:15 | A. Bastiansen (EQ) 08:14 A. Bonsaksen (EQ) 12:12 | (2:0, 0:1, 0:1, 0:1) | 26:20 (EQ) R. Balcers 51:04 (EQ) R. Ābols 60:24 (EQ) R. Balcers | Widzów: 8441 Sędzia główny: Roman Gofman Jozef Kubuš Sędziowie liniowi: Jake Davis Nathan Vanoosten |
| Godzina: 12:15 | 2 min. kar                                       |                      | 6 min. kar                                                      | Widzów: 8441 Sędzia główny: Roman Gofman Jozef Kubuš Sędziowie liniowi: Jake Davis Nathan Vanoosten |

| 5 maja 2018 | Finlandia | 8:1 | Korea Południowa | Jyske Bank Boxen, Herning |

| Szczegóły      | Szczegóły | Szczegóły       | Szczegóły           | Szczegóły                                                                                              |
| -------------- | --- | --------------- | ------------------- | --- |
| Godzina: 16:15 | S. Aho (SH) 03:41 T. Teräväinen (SH) 05:55 S. Aho (PP) 28:46 V.-M. Savinainen (EQ) 32:21 M. Nutivaara (SH) 38:52 S. Mäenalanen (EQ) 46:01 K. Kapanen (EQ) 47:16 J. Pesonen (EQ) 53:51 | (2:0, 3:1, 3:0) | 33:00 (EQ) M. Swift | Widzów: 8930 Sędzia główny: Antonín Jeřábek Stephan Reneau Sędziowie liniowi: Rene Jensen Brian Oliver |
| Godzina: 16:15 | 8 min. kar |                 | 6 min. kar          | Widzów: 8930 Sędzia główny: Antonín Jeřábek Stephan Reneau Sędziowie liniowi: Rene Jensen Brian Oliver |

| 5 maja 2018 | Dania | 0:4 | Stany Zjednoczone | Jyske Bank Boxen, Herning |

| Szczegóły      | Szczegóły  | Szczegóły       | Szczegóły                                                                               | Szczegóły                                                                                               |
| -------------- | ---------- | --------------- | --------------------------------------------------------------------------------------- | --- |
| Godzina: 20:15 |            | (0:1, 0:2, 0:1) | 16:06 (EQ) W. Butcher 22:42 (PP) C. Kreider 29:14 (EQ) C. Atkinson 54:11 (EQ) N. Jensen | Widzów: 10800 Sędzia główny: Brett Iversen Gordon Schukies Sędziowie liniowi: Jon Kilian Hannu Sormunen |
| Godzina: 20:15 | 6 min. kar |                 | 8 min. kar                                                                              | Widzów: 10800 Sędzia główny: Brett Iversen Gordon Schukies Sędziowie liniowi: Jon Kilian Hannu Sormunen |

| 6 maja 2018 | Korea Południowa | 0:10 | Kanada | Jyske Bank Boxen, Herning |

| Szczegóły      | Szczegóły   | Szczegóły       | Szczegóły | Szczegóły                                                                                          |
| -------------- | ----------- | --------------- | --- | -------------------------------------------------------------------------------------------------- |
| Godzina: 12:15 |             | (0:2, 0:6, 0:2) | 08:41 (EQ) R. Nugent-Hopkins 17:16 (EQ) T. Jost 21:07 (PP) C. Parayko 21:57 (PP) R. O’Reilly 22:32 (EQ) P.-L. Dubois 27:33 (PP) B. Schenn 36:24 (EQ) T. Jost 36:42 (EQ) J. Edmundson 44:40 (EQ) C. McDavid 48:55 (EQ) J. Eberle | Widzów: 3902 Sędzia główny: Roman Gofman Aleksi Rantala Sędziowie liniowi: Jon Kilian Brian Oliver |
| Godzina: 12:15 | 10 min. kar |                 | | Widzów: 3902 Sędzia główny: Roman Gofman Aleksi Rantala Sędziowie liniowi: Jon Kilian Brian Oliver |

| 6 maja 2018 | Niemcy | 4:5 pk. | Norwegia | Jyske Bank Boxen, Herning |

| Szczegóły      | Szczegóły                                                                                | Szczegóły                 | Szczegóły | Szczegóły |
| -------------- | ---------------------------------------------------------------------------------------- | ------------------------- | --- | --- |
| Godzina: 16:15 | P. Hager (PP) 14:30 M. Michaelis (EQ) 18:41 P. Hager (PP) 27:31 Y. Seidenberg (EQ) 50:38 | (2:2, 1:1, 1:1, 0:0, 0:1) | 01:41 (SH) K. A. Olimb 07:31 (PP) T. Valkvæ Olsen 21:36 (EQ) A. Bastiansen 50:13 (EQ) D. Sørvik 65:00 (PS) M. Trettenes | Widzów: 5491 Sędzia główny: Brett Iverson Stephen Reneau Sędziowie liniowi: Aleksandr Otmakow Nathan Vanoosten |
| Godzina: 16:15 | 8 min. kar                                                                               |                           | 12 min. kar | Widzów: 5491 Sędzia główny: Brett Iverson Stephen Reneau Sędziowie liniowi: Aleksandr Otmakow Nathan Vanoosten |

| 6 maja 2018 | Łotwa | 1:8 | Finlandia | Jyske Bank Boxen, Herning |

| Szczegóły      | Szczegóły             | Szczegóły       | Szczegóły | Szczegóły                                                                                                |
| -------------- | --------------------- | --------------- | --- | --- |
| Godzina: 20:15 | R. Bukarts (EQ) 51:38 | (0:3, 0:2, 1:3) | 01:24 (EQ) S. Aho 07:44 (EQ) V.-M. Savinainen 17:16 (EQ) A. Suomela 27:31 (SH) S. Aho 34:49 (EQ) V.-M. Savinainen 46:29 (PP) T. Teräväinen 47:28 (PP) M. Rantanen 51:10 (EQ) T. Teräväinen | Widzów: 6174 Sędzia główny: Linus Ohlund Gordon Schukies Sędziowie liniowi: Rene Jensen Lukas Kohlmuller |
| Godzina: 20:15 | 10 min. kar           |                 | 10 min. kar | Widzów: 6174 Sędzia główny: Linus Ohlund Gordon Schukies Sędziowie liniowi: Rene Jensen Lukas Kohlmuller |

| 7 maja 2018 | Stany Zjednoczone | 3:0 | Niemcy | Jyske Bank Boxen, Herning |

| Szczegóły      | Szczegóły                                                     | Szczegóły       | Szczegóły   | Szczegóły |
| -------------- | ------------------------------------------------------------- | --------------- | ----------- | --- |
| Godzina: 16:15 | P. Kane (PP) 30:02 D. Ryan (PP) 32:07 A. Debrincat (EQ) 50:38 | (0:0, 2:0, 1:0) |             | Widzów: 10301 Sędzia główny: Antonín Jeřábek Aleksi Rantala Sędziowie liniowi: Aleksandr Otmakow Hannu Sormunen |
| Godzina: 16:15 | 8 min. kar                                                    |                 | 12 min. kar | Widzów: 10301 Sędzia główny: Antonín Jeřábek Aleksi Rantala Sędziowie liniowi: Aleksandr Otmakow Hannu Sormunen |

| 7 maja 2018 | Kanada | 7:1 | Dania | Jyske Bank Boxen, Herning |

| Szczegóły      | Szczegóły | Szczegóły       | Szczegóły                 | Szczegóły                                                                                            |
| -------------- | --- | --------------- | ------------------------- | --- |
| Godzina: 20:15 | J. Bailey (PP) 08:25 A. Ekblad (EQ) 11:57 J. Eberle (PP) 24:16 R. O’Reilly (EQ) 26:53 R. Nugent-Hopkins (EQ) 27:17 R. Nugent-Hopkins (EQ) 46:43 T. Jost (EQ) 58:10 | (2:0, 3:0, 2:1) | 51:53 (EQ) J. Jensen Aabo | Widzów: 10800 Sędzia główny: Jozef Kubuš Linus Ohlund Sędziowie liniowi: Jake Davis Lukas Kohlmuller |
| Godzina: 20:15 | 6 min. kar |                 | 6 min. kar                | Widzów: 10800 Sędzia główny: Jozef Kubuš Linus Ohlund Sędziowie liniowi: Jake Davis Lukas Kohlmuller |

| 8 maja 2018 | Korea Południowa | 0:5 | Łotwa | Jyske Bank Boxen, Herning |

| Szczegóły      | Szczegóły   | Szczegóły       | Szczegóły                                                                                                  | Szczegóły                                                                                              |
| -------------- | ----------- | --------------- | --- | --- |
| Godzina: 16:15 |             | (0:2, 0:1, 0:2) | 11:46 (EQ) G. Meija 18:45 (EQ) R. Ķēniņš 28:22 (EQ) R. Bukarts 41:33 (PP) R. Balcers 59:59 (PP) R. Bukarts | Widzów: 5227 Sędzia główny: Mark Lemellin Timothy Mayer Sędziowie liniowi: Jon Kilian Nathan Vanoosten |
| Godzina: 16:15 | 18 min. kar |                 | 4 min. kar                                                                                                 | Widzów: 5227 Sędzia główny: Mark Lemellin Timothy Mayer Sędziowie liniowi: Jon Kilian Nathan Vanoosten |

| 8 maja 2018 | Finlandia | 7:0 | Norwegia | Jyske Bank Boxen, Herning |

| Szczegóły      | Szczegóły | Szczegóły       | Szczegóły  | Szczegóły                                                                                              |
| -------------- | --- | --------------- | ---------- | --- |
| Godzina: 20:15 | V.-M. Savinainen (EQ) 04:03 M. Anttila (EQ) 07:13 T. Teräväinen (EQ) 21:01 K. Kapanen (EQ) 23:41 M. Nutivaara (PP) 38:18 M. Granlund (EQ) 39:45 S. Mäenalanen (SH) 57:45 | (2:0, 4:0, 1:0) |            | Widzów: 4617 Sędzia główny: Oliver Gouin Konstantin Olenin Sędziowie liniowi: Rene Jensen Brian Oliver |
| Godzina: 20:15 | 8 min. kar |                 | 8 min. kar | Widzów: 4617 Sędzia główny: Oliver Gouin Konstantin Olenin Sędziowie liniowi: Rene Jensen Brian Oliver |

| 9 maja 2018 | Niemcy | 6:1 | Korea Południowa | Jyske Bank Boxen, Herning |

| Szczegóły      | Szczegóły | Szczegóły       | Szczegóły              | Szczegóły                                                                                                  |
| -------------- | --- | --------------- | ---------------------- | --- |
| Godzina: 16:15 | L. Draisaitl (PP) 10:02 Y. Ehliz (PP) 20:41 P. Hager (EQ) 29:27 F. Tiffels (EQ) 34:42 Y. Ehliz (EQ) 48:37 Y. Seidenberg (PP) 52:33 | (1:0, 3:0, 2:1) | 57:01 (EQ) B. Radunske | Widzów: 7092 Sędzia główny: Jan Hribik Mikko Kaukokari Sędziowie liniowi: Miroslav Lhotsky Sakari Sumoinen |
| Godzina: 16:15 | 28 min. kar |                 | 18 min. kar            | Widzów: 7092 Sędzia główny: Jan Hribik Mikko Kaukokari Sędziowie liniowi: Miroslav Lhotsky Sakari Sumoinen |

| 9 maja 2018 | Finlandia | 2:3 | Dania | Jyske Bank Boxen, Herning |

| Szczegóły      | Szczegóły                                | Szczegóły       | Szczegóły                                                           | Szczegóły                                                                                               |
| -------------- | ---------------------------------------- | --------------- | ------------------------------------------------------------------- | --- |
| Godzina: 20:15 | S. Aho (PP) 34:33 M. Granlund (EQ) 55:50 | (0:0, 1:2, 1:1) | 32:28 (PP) F. Nielsen 37:10 (EQ) O. Bjorkstrand 58:01 (PP) N. Hardt | Widzów: 10800 Sędzia główny: Timothy Mayer Tobias Wehrli Sędziowie liniowi: Dustin McCrank Peter Sefcik |
| Godzina: 20:15 | 12 min. kar                              |                 | 10 min. kar                                                         | Widzów: 10800 Sędzia główny: Timothy Mayer Tobias Wehrli Sędziowie liniowi: Dustin McCrank Peter Sefcik |

| 10 maja 2018 | Stany Zjednoczone | 3:2 pd. | Łotwa | Jyske Bank Boxen, Herning |

| Szczegóły      | Szczegóły                                                        | Szczegóły            | Szczegóły                                        | Szczegóły |
| -------------- | ---------------------------------------------------------------- | -------------------- | ------------------------------------------------ | --- |
| Godzina: 16:15 | C. Kreider (PP) 11:39 C. White (EQ) 37:38 C. Atkinson (PP) 61:23 | (1:1, 1:1, 0:0, 1:0) | 17:52 (EQ) U. J. Balinskis 23:20 (PP) A. Džeriņš | Widzów: 5215 Sędzia główny: Oliver Gouin Konstantin Olenin Sędziowie liniowi: Dymitr Goljak Andreas Malmqvist |
| Godzina: 16:15 | 12 min. kar                                                      |                      | 16 min. kar                                      | Widzów: 5215 Sędzia główny: Oliver Gouin Konstantin Olenin Sędziowie liniowi: Dymitr Goljak Andreas Malmqvist |

| 10 maja 2018 | Norwegia | 0:5 | Kanada | Jyske Bank Boxen, Herning |

| Szczegóły      | Szczegóły   | Szczegóły       | Szczegóły                                                                                                   | Szczegóły                                                                                               |
| -------------- | ----------- | --------------- | --- | --- |
| Godzina: 20:15 |             | (0:3, 0:1, 0:1) | 01:23 (EQ) C. McDavid 12:49 (SH) B. Horvat 15:41 (EQ) C. McDavid 28:03 (EQ) C. McDavid 42:24 (EQ) B. Horvat | Widzów: 5139 Sędzia główny: Mikko Kaukokari Merk Lemelin Sędziowie liniowi: Nicolas Fluri Gleb Łazariew |
| Godzina: 20:15 | 22 min. kar |                 | 16 min. kar                                                                                                 | Widzów: 5139 Sędzia główny: Mikko Kaukokari Merk Lemelin Sędziowie liniowi: Nicolas Fluri Gleb Łazariew |

| 11 maja 2018 | Dania | 3:0 | Norwegia | Jyske Bank Boxen, Herning |

| Szczegóły      | Szczegóły                                                     | Szczegóły       | Szczegóły   | Szczegóły                                                                                            |
| -------------- | ------------------------------------------------------------- | --------------- | ----------- | --- |
| Godzina: 16:15 | N. Jensen (PP) 19:13 N. Jensen (PP) 26:17 F. Storm (PP) 33:58 | (1:0, 2:0, 0:0) |             | Widzów: 10800 Sędzia główny: Jan Hribik Timothy Mayer Sędziowie liniowi: Dustin McCrank Peter Sefcik |
| Godzina: 16:15 | 10 min. kar                                                   |                 | 12 min. kar | Widzów: 10800 Sędzia główny: Jan Hribik Timothy Mayer Sędziowie liniowi: Dustin McCrank Peter Sefcik |

| 11 maja 2018 | Stany Zjednoczone | 13:1 | Korea Południowa | Jyske Bank Boxen, Herning |

| Szczegóły      | Szczegóły | Szczegóły       | Szczegóły            | Szczegóły |
| -------------- | --- | --------------- | -------------------- | --- |
| Godzina: 20:15 | A. Lee (EQ) 08:35 P. Kane (PP2) 12:56 C. McAvoy (PP2) 13:29 C. McAvoy (EQ) 19:16 D. Ryan (SH) 23:42 B. Coleman (EQ) 27:06 P. Kane (PP) 28:41 C. Atkinson (PP2) 32:18 T. Thompson (EQ) 45:06 C. Atkinson (EQ) 46:11 N. Pionk (EQ) 49:09 D. Ryan (PP) 51:40 S. Milano (EQ) 58:50 | (4:1, 4:0, 5:0) | 05:23 (PP) J. H. Ahn | Widzów: 7563 Sędzia główny: Mikael Sjoqvist Tobias Wehrli Sędziowie liniowi: Miroslav Lhotsky Sakari Suominen |
| Godzina: 20:15 | 10 min. kar |                 | 22 min. kar          | Widzów: 7563 Sędzia główny: Mikael Sjoqvist Tobias Wehrli Sędziowie liniowi: Miroslav Lhotsky Sakari Suominen |

| 12 maja 2018 | Łotwa | 3:1 | Niemcy | Jyske Bank Boxen, Herning |

| Szczegóły      | Szczegóły                                                        | Szczegóły       | Szczegóły           | Szczegóły |
| -------------- | ---------------------------------------------------------------- | --------------- | ------------------- | --- |
| Godzina: 12:15 | R. Ķēniņš (EQ) 36:54 G. Galviņš (EQ) 40:15 A. Džeriņš (EQ) 47:54 | (0:0, 2:0, 1:1) | 48:40 (EQ) D. Kahun | Widzów: 8997 Sędzia główny: Mikko Kaukokari Timothy Mayer Sędziowie liniowi: Nicolas Fluri Andreas Malmqvist |
| Godzina: 12:15 | 4 min. kar                                                       |                 | 14 min. kar         | Widzów: 8997 Sędzia główny: Mikko Kaukokari Timothy Mayer Sędziowie liniowi: Nicolas Fluri Andreas Malmqvist |

| 12 maja 2018 | Dania | 3:1 | Korea Południowa | Jyske Bank Boxen, Herning |

| Szczegóły      | Szczegóły                                                      | Szczegóły       | Szczegóły         | Szczegóły                                                                                                 |
| -------------- | -------------------------------------------------------------- | --------------- | ----------------- | --- |
| Godzina: 16:15 | F. Nielsen (EQ) 22:55 J. Jensen (EQ) 32:14 N. Hardt (PP) 56:35 | (0:0, 2:1, 1:0) | 24:18 (EQ) K. Kim | Widzów: 10591 Sędzia główny: Olivier Gouin Mikael Sjoqvist Sędziowie liniowi: Gleb Lazarew Dustin McCrank |
| Godzina: 16:15 | 4 min. kar                                                     |                 | 8 min. kar        | Widzów: 10591 Sędzia główny: Olivier Gouin Mikael Sjoqvist Sędziowie liniowi: Gleb Lazarew Dustin McCrank |

| 12 maja 2018 | Kanada | 1:5 | Finlandia | Jyske Bank Boxen, Herning |

| Szczegóły      | Szczegóły               | Szczegóły       | Szczegóły | Szczegóły                                                                                                 |
| -------------- | ----------------------- | --------------- | --- | --- |
| Godzina: 20:15 | J.-G. Pageau (EQ) 10:55 | (1:3, 0:0, 0:2) | 08:50 (EQ) M. Rantanen 13:48 (PP) J. Pesonen 16:35 (PP) M. Rantanen 45:17 (EQ) E. Tolvanen 45:27 (EQ) T. Teräväinen | Widzów: 9313 Sędzia główny: Mark Lemellin Konstantin Olenin Sędziowie liniowi: Dymitr Goljak Peter Sefcik |
| Godzina: 20:15 | 22 min. kar             |                 | 16 min. kar | Widzów: 9313 Sędzia główny: Mark Lemellin Konstantin Olenin Sędziowie liniowi: Dymitr Goljak Peter Sefcik |

| 13 maja 2018 | Norwegia | 3:9 | Stany Zjednoczone | Jyske Bank Boxen, Herning |

| Szczegóły      | Szczegóły                                                             | Szczegóły       | Szczegóły | Szczegóły                                                                                                  |
| -------------- | --------------------------------------------------------------------- | --------------- | --- | --- |
| Godzina: 16:15 | K. Forsberg (EQ) 27:00 K. André Olimb (PP2) 46:05 M. Olimb (EQ) 47:09 | (0:3, 1:4, 2:2) | 08:24 (PP) P. Kane 12:18 (PP) P. Kane 15:25 (EQ) C. McAvoy 21:03 (PP) D. Larkin 30:38 (EQ) A. Martinez 36:40 (EQ) A. Lee 39:08 (EQ) C. Atkinson 42:50 (EQ) C. White 57:27 (EQ) N. Pionk | Widzów: 4553 Sędzia główny: Roman Gofman Tobias Wehrli Sędziowie liniowi: Miroslav Lhotsky Sakari Sumoinen |
| Godzina: 16:15 | 10 min. kar                                                           |                 | 22 min. kar | Widzów: 4553 Sędzia główny: Roman Gofman Tobias Wehrli Sędziowie liniowi: Miroslav Lhotsky Sakari Sumoinen |

| 13 maja 2018 | Niemcy | 3:2 pd. | Finlandia | Jyske Bank Boxen, Herning |

| Szczegóły      | Szczegóły                                                           | Szczegóły            | Szczegóły                                | Szczegóły                                                                                          |
| -------------- | ------------------------------------------------------------------- | -------------------- | ---------------------------------------- | -------------------------------------------------------------------------------------------------- |
| Godzina: 20:15 | F. Tiffels (EQ) 25:56 B. Krupp (EQ) 38:48 M. Eisenschmid (EQ) 62:00 | (0:1, 2:0, 0:1, 1:0) | 02:26 (EQ) E. Tolvanen 57:54 (PP) S. Aho | Widzów: 5077 Sędzia główny: Oliver Gouin Jan Hribik Sędziowie liniowi: Nicholas Fluri Gleb Lazarew |
| Godzina: 20:15 | 6 min. kar                                                          |                      | 4 min. kar                               | Widzów: 5077 Sędzia główny: Oliver Gouin Jan Hribik Sędziowie liniowi: Nicholas Fluri Gleb Lazarew |

| 14 maja 2018 | Korea Południowa | 0:3 | Norwegia | Jyske Bank Boxen, Herning |

| Szczegóły      | Szczegóły   | Szczegóły       | Szczegóły                                                              | Szczegóły                                                                                                 |
| -------------- | ----------- | --------------- | ---------------------------------------------------------------------- | --- |
| Godzina: 16:15 |             | (0:1, 0:0, 0:2) | 13:35 (PP) T. Lindström 46:55 (EQ) T. Valkvæ Olsen 55:02 (PP) J. Holøs | Widzów: 3330 Sędzia główny: Brett Iverson Mikko Kaukokari Sędziowie liniowi: Dymitr Goljak Dustin McCrank |
| Godzina: 16:15 | 12 min. kar |                 | 2 min. kar                                                             | Widzów: 3330 Sędzia główny: Brett Iverson Mikko Kaukokari Sędziowie liniowi: Dymitr Goljak Dustin McCrank |

| 14 maja 2018 | Kanada | 2:1 pd. | Łotwa | Jyske Bank Boxen, Herning |

| Szczegóły      | Szczegóły                                       | Szczegóły            | Szczegóły            | Szczegóły                                                                                                 |
| -------------- | ----------------------------------------------- | -------------------- | -------------------- | --- |
| Godzina: 20:15 | A. Beauvillier (EQ) 02:51 C. McDavid (EQ) 60:46 | (1:0, 0:0, 0:1, 1:0) | 41:50 (EQ) K. Rubins | Widzów: 2966 Sędzia główny: Stephen Reneau Tobias Wehrli Sędziowie liniowi: Anders Malmqvist Peter Sefcik |
| Godzina: 20:15 | 4 min. kar                                      |                      | 4 min. kar           | Widzów: 2966 Sędzia główny: Stephen Reneau Tobias Wehrli Sędziowie liniowi: Anders Malmqvist Peter Sefcik |

| 15 maja 2018 | Finlandia | 6:2 | Stany Zjednoczone | Jyske Bank Boxen, Herning |

| Szczegóły      | Szczegóły | Szczegóły       | Szczegóły                                  | Szczegóły |
| -------------- | --- | --------------- | ------------------------------------------ | --- |
| Godzina: 12:15 | S. Aho (EQ) 10:17 S. Aho (EQ) 17:15 M. Rantanen (EQ) 37:51 M. Anttila (EQ) 47:42 K. Kapanen (PP) 53:57 S. Aho (EQ) (EN) 56:45 | (2:0, 1:0, 3:2) | 51:33 (PP) (EA) P. Kane 54:44 (EQ) D. Ryan | Widzów: 6343 Sędzia główny: Brett Iverson Mikael Sjoqvist Sędziowie liniowi: Miroslav Lhotsky Andreas Malmqvist |
| Godzina: 12:15 | 8 min. kar |                 | 10 min. kar                                | Widzów: 6343 Sędzia główny: Brett Iverson Mikael Sjoqvist Sędziowie liniowi: Miroslav Lhotsky Andreas Malmqvist |

| 15 maja 2018 | Kanada | 3:0 | Niemcy | Jyske Bank Boxen, Herning |

| Szczegóły      | Szczegóły                                                            | Szczegóły       | Szczegóły  | Szczegóły                                                                                             |
| -------------- | -------------------------------------------------------------------- | --------------- | ---------- | --- |
| Godzina: 16:15 | B. Schenn (EQ) 00:20 R. Nugent-Hopkins (EQ) 28:14 T. Jost (EQ) 49:48 | (1:0, 1:0, 1:0) |            | Widzów: 6200 Sędzia główny: Roman Gofman Stephen Reneau Sędziowie liniowi: Nicolas Fluri Gleb Lazarew |
| Godzina: 16:15 | 4 min. kar                                                           |                 | 6 min. kar | Widzów: 6200 Sędzia główny: Roman Gofman Stephen Reneau Sędziowie liniowi: Nicolas Fluri Gleb Lazarew |

| 15 maja 2018 | Łotwa | 1:0 | Dania | Jyske Bank Boxen, Herning |

| Szczegóły      | Szczegóły             | Szczegóły       | Szczegóły   | Szczegóły                                                                                                 |
| -------------- | --------------------- | --------------- | ----------- | --- |
| Godzina: 20:15 | A. Džeriņš (EQ) 09:14 | (1:0, 0:0, 0:0) |             | Widzów: 10800 Sędzia główny: Antonín Jeřábek Jozef Kubuš Sędziowie liniowi: Dymitr Goljak Sakari Suominen |
| Godzina: 20:15 | 2 min. kar            |                 | 16 min. kar | Widzów: 10800 Sędzia główny: Antonín Jeřábek Jozef Kubuš Sędziowie liniowi: Dymitr Goljak Sakari Suominen |

## Faza pucharowa
|  |                          |                   |                          |                          |   |           |                          |                          |                          |                          |                   |       |       |
|  | Ćwierćfinały             | Ćwierćfinały      | Ćwierćfinały             |                          |   | Półfinały | Półfinały                | Półfinały                |                          |                          | Finał             | Finał | Finał |
|  | Ćwierćfinały             | Ćwierćfinały      | Ćwierćfinały             |                          |   | Półfinały | Półfinały                | Półfinały                |                          |                          | Finał             | Finał | Finał |
|  | 17 maja 2018 – Kopenhaga |                   |                          |                          |   |           |                          |                          |                          |                          |                   |       |       |
|  |                          |                   |                          |                          |   |           |                          |                          |                          |                          |                   |       |       |
|  | Szwecja                  | Szwecja           | 3                        |                          |   |           |                          |                          |                          |                          |                   |       |       |
|  | Szwecja                  | Szwecja           | 3                        | 19 maja 2018 – Kopenhaga |   |           |                          |                          |                          |                          |                   |       |       |
|  | Łotwa                    | Łotwa             | 2                        |                          |   |           |                          |                          |                          |                          |                   |       |       |
|  | Łotwa                    | Łotwa             | 2                        |                          |   | Szwecja   | Szwecja                  | 6                        |                          |                          |                   |       |       |
|  | 17 maja 2018 – Herning   |                   |                          |                          |   | Szwecja   | Szwecja                  | 6                        |                          |                          |                   |       |       |
|  |                          |                   | Stany Zjednoczone        | Stany Zjednoczone        | 0 |           |                          |                          |                          |                          |                   |       |       |
|  | Stany Zjednoczone        | Stany Zjednoczone | Stany Zjednoczone        | Stany Zjednoczone        | 0 | 3         |                          |                          |                          |                          |                   |       |       |
|  | Stany Zjednoczone        | Stany Zjednoczone |                          |                          |   | 3         | 20 maja 2018 – Kopenhaga |                          |                          |                          |                   |       |       |
|  | Czechy                   | Czechy            | 2                        |                          |   |           |                          |                          |                          |                          |                   |       |       |
|  | Czechy                   | Czechy            | 2                        |                          |   | Szwecja   | Szwecja                  | 3^                       |                          |                          |                   |       |       |
|  | 17 maja 2018 – Kopenhaga |                   |                          |                          |   | Szwecja   | Szwecja                  | 3^                       |                          |                          |                   |       |       |
|  |                          |                   | Szwajcaria               | Szwajcaria               | 2 |           |                          |                          |                          |                          |                   |       |       |
|  | Rosja                    | Rosja             | Szwajcaria               | Szwajcaria               | 2 | 4         |                          |                          |                          |                          |                   |       |       |
|  | Rosja                    | Rosja             | 19 maja 2018 – Kopenhaga |                          |   | 4         |                          |                          |                          |                          |                   |       |       |
|  | Kanada                   | Kanada            | 5^                       |                          |   |           |                          |                          |                          |                          |                   |       |       |
|  | Kanada                   | Kanada            | 5^                       |                          |   | Kanada    | Kanada                   | 2                        | Mecz o 3. miejsce        | Mecz o 3. miejsce        | Mecz o 3. miejsce |       |       |
|  | 17 maja 2018 – Herning   |                   |                          |                          |   | Kanada    | Kanada                   | 2                        | Mecz o 3. miejsce        | Mecz o 3. miejsce        | Mecz o 3. miejsce |       |       |
|  |                          |                   | Szwajcaria               | Szwajcaria               | 3 |           |                          | 20 maja 2018 – Kopenhaga | 20 maja 2018 – Kopenhaga | 20 maja 2018 – Kopenhaga |                   |       |       |
|  | Finlandia                | Finlandia         | Szwajcaria               | Szwajcaria               | 3 | 2         |                          | 20 maja 2018 – Kopenhaga | 20 maja 2018 – Kopenhaga | 20 maja 2018 – Kopenhaga |                   |       |       |
|  | Finlandia                | Finlandia         |                          |                          |   |           |                          | Stany Zjednoczone        | Stany Zjednoczone        | 4                        |                   |       |       |
|  | Szwajcaria               | Szwajcaria        | 3                        |                          |   |           |                          |                          | Stany Zjednoczone        | 4                        |                   |       |       |
|  | Szwajcaria               | Szwajcaria        | 3                        |                          |   |           |                          | Kanada                   | Kanada                   | 1                        |                   |       |       |
|  |                          |                   |                          |                          |   |           |                          |                          | Kanada                   | 1                        |                   |       |       |

^ – zwycięstwo w dogrywce / rzutach karnych

### Ćwierćfinały
| 17 maja 2018 | Rosja | 4:5 pd. | Kanada | Royal Arena, Kopenhaga |

| Szczegóły      | Szczegóły                                                                                          | Szczegóły            | Szczegóły | Szczegóły                                                                                              |
| -------------- | -------------------------------------------------------------------------------------------------- | -------------------- | --- | --- |
| Godzina: 16:15 | I. Michiejew (EQ) 32:52 A. Barabanow (EQ) (EA) 37:32 S. Andronow (EQ) 48:44 A. Anisimow (EQ) 54:34 | (0:1, 2:1, 2:2, 0:1) | 04:45 (PP) C. Parayko 31:51 (PP) R. Nugent-Hopkins 47:11 (EQ) K. Turris 52:36 (EQ) L.-P. Dubois 64:57 (PP) R. O’Reilly | Widzów: 9017 Sędzia główny: Mark Lemelin Aleksi Rantala Sędziowie liniowi: Brian Oliver Hannu Sormunen |
| Godzina: 16:15 | 8 min. kar                                                                                         |                      | 2 min. kar | Widzów: 9017 Sędzia główny: Mark Lemelin Aleksi Rantala Sędziowie liniowi: Brian Oliver Hannu Sormunen |

| 17 maja 2018 | Stany Zjednoczone | 3:2 | Czechy | Jyske Bank Boxen, Herning |

| Szczegóły      | Szczegóły                                                    | Szczegóły       | Szczegóły                               | Szczegóły                                                                                                 |
| -------------- | ------------------------------------------------------------ | --------------- | --------------------------------------- | --- |
| Godzina: 16:15 | P. Kane (EQ) 10:36 C. Atkinson (EQ) 12:19 P. Kane (EQ) 46:58 | (2:0, 0:2, 1:0) | 24:56 (EQ) M. Řepík 30:55 (PP) M. Nečas | Widzów: 4846 Sędzia główny: Mikko Kaukokari Jozef Kubuš Sędziowie liniowi: Dustin McCrank Sakari Suominen |
| Godzina: 16:15 | 10 min. kar                                                  |                 | 2 min. kar                              | Widzów: 4846 Sędzia główny: Mikko Kaukokari Jozef Kubuš Sędziowie liniowi: Dustin McCrank Sakari Suominen |

| 17 maja 2018 | Szwecja | 3:2 | Łotwa | Royal Arena, Kopenhaga |

| Szczegóły      | Szczegóły                                                                  | Szczegóły       | Szczegóły                                   | Szczegóły |
| -------------- | -------------------------------------------------------------------------- | --------------- | ------------------------------------------- | --- |
| Godzina: 20:15 | F. Forsberg (EQ) 26:36 V. Arvidsson (EQ) 41:49 O. Ekman Larsson (PP) 46:27 | (0:0, 1:1, 2:1) | 31:59 (EQ) T. Bļugers 50:21 (EQ) R. Balcers | Widzów: 12490 Sędzia główny: Timothy Mayer Konstantin Olenin Sędziowie liniowi: Lukas Kohlmuller Aleksandr Otmakow |
| Godzina: 20:15 | 10 min. kar                                                                |                 | 2 min. kar                                  | Widzów: 12490 Sędzia główny: Timothy Mayer Konstantin Olenin Sędziowie liniowi: Lukas Kohlmuller Aleksandr Otmakow |

| 17 maja 2018 | Finlandia | 2:3 | Szwajcaria | Jyske Bank Boxen, Herning |

| Szczegóły      | Szczegóły                                      | Szczegóły       | Szczegóły                                                     | Szczegóły                                                                                                  |
| -------------- | ---------------------------------------------- | --------------- | ------------------------------------------------------------- | --- |
| Godzina: 20:15 | M. Nutivaara (EQ) 07:01 M. Rantanen (PP) 48:20 | (1:0, 0:3, 1:0) | 29:13 (EQ) E. Corvi 32:32 (EQ) J. Vermin 33:08 (EQ) G Hofmann | Widzów: 5634 Sędzia główny: Antonín Jeřábek Stephen Renau Sędziowie liniowi: Gleb Lazarew Miroslav Lhotsky |
| Godzina: 20:15 |                                                | 8 min. kar      |                                                               | Widzów: 5634 Sędzia główny: Antonín Jeřábek Stephen Renau Sędziowie liniowi: Gleb Lazarew Miroslav Lhotsky |

### Półfinały
| 19 maja 2018 | Szwecja | 6:0 | Stany Zjednoczone | Royal Arena, Kopenhaga |

| Szczegóły      | Szczegóły | Szczegóły       | Szczegóły  | Szczegóły                                                                                                 |
| -------------- | --- | --------------- | ---------- | --- |
| Godzina: 15:15 | V. Arvidsson (EQ) 14:43 M. Pääjärvi Svensson (SH) 27:09 P. Hörnqvist (PP) 30:05 M. Janmark-Nylén (EQ) 30:16 V. Arvidsson (EQ) (EN) 51:07 A. Kempe (EQ) 57:01 | (1:0, 3:0, 2:0) |            | Widzów: 12490 Sędzia główny: Roman Gofman Oliver Gouin Sędziowie liniowi: Dustin McCrank Nathan Vanoosten |
| Godzina: 15:15 | 14 min. kar |                 | 6 min. kar | Widzów: 12490 Sędzia główny: Roman Gofman Oliver Gouin Sędziowie liniowi: Dustin McCrank Nathan Vanoosten |

| 19 maja 2018 | Kanada | 2:3 | Szwajcaria | Royal Arena, Kopenhaga |

| Szczegóły      | Szczegóły                                       | Szczegóły       | Szczegóły                                                       | Szczegóły                                                                                                 |
| -------------- | ----------------------------------------------- | --------------- | --------------------------------------------------------------- | --- |
| Godzina: 19:15 | B. Horvat (EQ) 27:20 C. Parayko (EQ) (EA) 57:53 | (0:1, 1:1, 1:1) | 18:41 (EQ) T. Scherwey 29:40 (PP) G. Hofmann 44:14 (PP) G. Haas | Widzów: 12166 Sędzia główny: Mikko Kaukokari Jozef Kubus Sędziowie liniowi: Miroslav Lhotsky Brian Oliver |
| Godzina: 19:15 | 6 min. kar                                      |                 | 2 min. kar                                                      | Widzów: 12166 Sędzia główny: Mikko Kaukokari Jozef Kubus Sędziowie liniowi: Miroslav Lhotsky Brian Oliver |

### Mecz o trzecie miejsce
| 20 maja 2018 | Stany Zjednoczone | 4:1 | Kanada | Royal Arena, Kopenhaga |

| Szczegóły      | Szczegóły                                                                               | Szczegóły       | Szczegóły               | Szczegóły |
| -------------- | --------------------------------------------------------------------------------------- | --------------- | ----------------------- | --- |
| Godzina: 15:45 | C. Kreider (PP) 26:40 N. Bonino (PP) 53:21 A. Lee (EQ) 57:45 C. Kreider (EQ) (EN) 58:18 | (0:0, 1:1, 3:0) | 38:06 (EQ) M.-E. Vlasic | Widzów: 12111 Sędzia główny: Mikko Kaukokari Jozef Kubus Sędziowie liniowi: Miroslav Lhotsky Sakari Suominen |
| Godzina: 15:45 | 4 min. kar                                                                              |                 | 14 min. kar             | Widzów: 12111 Sędzia główny: Mikko Kaukokari Jozef Kubus Sędziowie liniowi: Miroslav Lhotsky Sakari Suominen |

### Finał
| 20 maja 2018 | Szwecja | 3:2 pk. | Szwajcaria | Royal Arena, Kopenhaga |

| Szczegóły      | Szczegóły                                                            | Szczegóły                 | Szczegóły                                      | Szczegóły                                                                                               |
| -------------- | -------------------------------------------------------------------- | ------------------------- | ---------------------------------------------- | --- |
| Godzina: 20:15 | G. Nyquist (EQ) 17:54 M. Zibanejad (PP) 34:53 F. Forsberg (PS) 80:00 | (1:1, 1:1, 0:0, 0:0, 1:0) | 16:38 (EQ) N. Niederreiter 23:13 (PP) T. Meier | Widzów: 12490 Sędzia główny: Roman Gofman Oliver Gouin Sędziowie liniowi: Gleb Lazarew Nathan Vanoosten |
| Godzina: 20:15 | 4 min. kar                                                           |                           | 10 min. kar                                    | Widzów: 12490 Sędzia główny: Roman Gofman Oliver Gouin Sędziowie liniowi: Gleb Lazarew Nathan Vanoosten |

## Statystyki
Stan po zakończeniu turnieju. Źródło: IIHF.com

### Zawodnicy z pola
| Lp. | Zawodnik        | Mecze | Gole |
| --- | --------------- | ----- | ---- |
| 1.  | Sebastian Aho   | 8     | 9    |
| 2   | Patrick Kane    | 10    | 8    |
| 3   | Cam Atkinson    | 10    | 7    |
| 4.  | Kiriłł Kaprizow | 8     | 6    |
| 5.  | Rickard Rakell  | 10    | 6    |
| 5.  | Mika Zibanejad  | 10    | 6    |

| Lp. | Zawodnik         | Mecze | Asysty |
| --- | ---------------- | ----- | ------ |
| 1.  | Patrick Kane     | 10    | 12     |
| 1.  | Connor McDavid   | 10    | 12     |
| 3.  | Ladislav Nagy    | 7     | 9      |
| 4.  | Sebastian Aho    | 8     | 9      |
| 4.  | Teuvo Teräväinen | 8     | 9      |
| 6.  | Pawieł Daciuk    | 8     | 8      |
| 6.  | Nikita Zajcew    | 8     | 8      |

| Lp. | Zawodnik         | Mecze | Gole | As. | Pkt |
| --- | ---------------- | ----- | ---- | --- | --- |
| 1.  | Patrick Kane     | 10    | 8    | 12  | 20  |
| 2.  | Sebastian Aho    | 8     | 9    | 9   | 18  |
| 3.  | Connor McDavid   | 10    | 5    | 2   | 17  |
| 4.  | Rickard Rakell   | 10    | 6    | 8   | 14  |
| 5.  | Teuvo Teräväinen | 8     | 5    | 9   | 14  |
| 6.  | Cam Atkinson     | 10    | 7    | 4   | 11  |
| 7.  | Mika Zibanejad   | 10    | 6    | 5   | 11  |

| Lp. | Zawodnik          | Mecze | Gole | As. | Pkt |
| --- | ----------------- | ----- | ---- | --- | --- |
| 1.  | Charlie McAvoy    | 6     | 3    | 6   | 9   |
| 2.  | Markus Nutivaara  | 8     | 3    | 6   | 9   |
| 3.  | Colton Parayko    | 10    | 4    | 4   | 8   |
| 4.  | Nikita Zajcew     | 8     | 0    | 8   | 8   |
| 5.  | Ramon Untersander | 10    | 3    | 4   | 7   |

| Lp. | Zawodnik             | Mecze | +/− |
| --- | -------------------- | ----- | --- |
| 1.  | Sebastian Aho        | 8     | +15 |
| 2.  | Teuvo Teräväinen     | 8     | +14 |
| 3.  | Adam Larsson         | 10    | +13 |
| 4.  | Joel Edmundson       | 9     | +11 |
| 5.  | Oliver Ekman Larsson | 10    | +10 |

| Lp. | Zawodnik         | Mecze | Minuty |
| --- | ---------------- | ----- | ------ |
| 1.  | Sven Andrighetto | 9     | 27     |
| 2.  | Mathis Olimb     | 7     | 24     |
| 3.  | Jonathan Janil   | 6     | 16     |
| 4.  | Leon Draisaitl   | 7     | 16     |
| 4.  | Jesper B. Jensen | 7     | 16     |
| 4.  | Jonas Müller     | 7     | 16     |

### Klasyfikacje bramkarzy
Zestawienie uwzględnia bramkarzy, którzy rozegrali minimum 40% łącznego czasu gry swoich zespołów.
| Lp. | Zawodnik          | Mecze | %     |
| --- | ----------------- | ----- | ----- |
| 1.  | Anders Nilsson    | 7     | 95,40 |
| 2.  | Frederik Andersen | 6     | 94,38 |
| 3.  | Igor Szestiorkin  | 4     | 94,19 |
| 4.  | Elvis Merzļikins  | 6     | 94,04 |
| 5.  | Harri Säteri      | 5     | 93,86 |

| Lp. | Zawodnik          | Mecze | #    |
| --- | ----------------- | ----- | ---- |
| 1.  | Anders Nilsson    | 7     | 1,09 |
| 2.  | Harri Säteri      | 5     | 1,41 |
| 3.  | Igor Szestiorkin  | 4     | 1,46 |
| 4.  | Curtis McElhinney | 5     | 1,48 |
| 5.  | Elvis Merzļikins  | 6     | 1,50 |

| Lp. | Zawodnik         | Mecze | # |
| --- | ---------------- | ----- | - |
| 1.  | Anders Nilsson   | 7     | 3 |
| 2.  | Igor Szestiorkin | 4     | 2 |
| 3.  | Elvis Merzļikins | 6     | 2 |
| 4.  | Keith Kinkaid    | 9     | 2 |

| Lp. | Zawodnik        | Mecze | Obrony |
| --- | --------------- | ----- | ------ |
| 1.  | Matt Dalton     | 7     | 219    |
| 2.  | Keith Kinkaid   | 9     | 208    |
| 3.  | Leonardo Genoni | 7     | 205    |

## Wyróżnienia indywidualne
- Najlepsi zawodnicy wybrani przez dyrektoriat turnieju[4]:
  - Najlepszy bramkarz:  Frederik Andersen
  - Najlepszy obrońca:  John Klingberg
  - Najlepszy napastnik:  Sebastian Aho
- Skład Gwiazd wybrany w głosowaniu dziennikarzy[5]:
  - Bramkarz:  Anders Nilsson
  - Obrońcy:  Adam Larsson,  Oliver Ekman Larsson
  - Napastnicy:  Rickard Rakell,  Patrick Kane,  Sebastian Aho
  - Najbardziej Wartościowy Gracz (MVP):  Patrick Kane[6]

## Składy medalistów

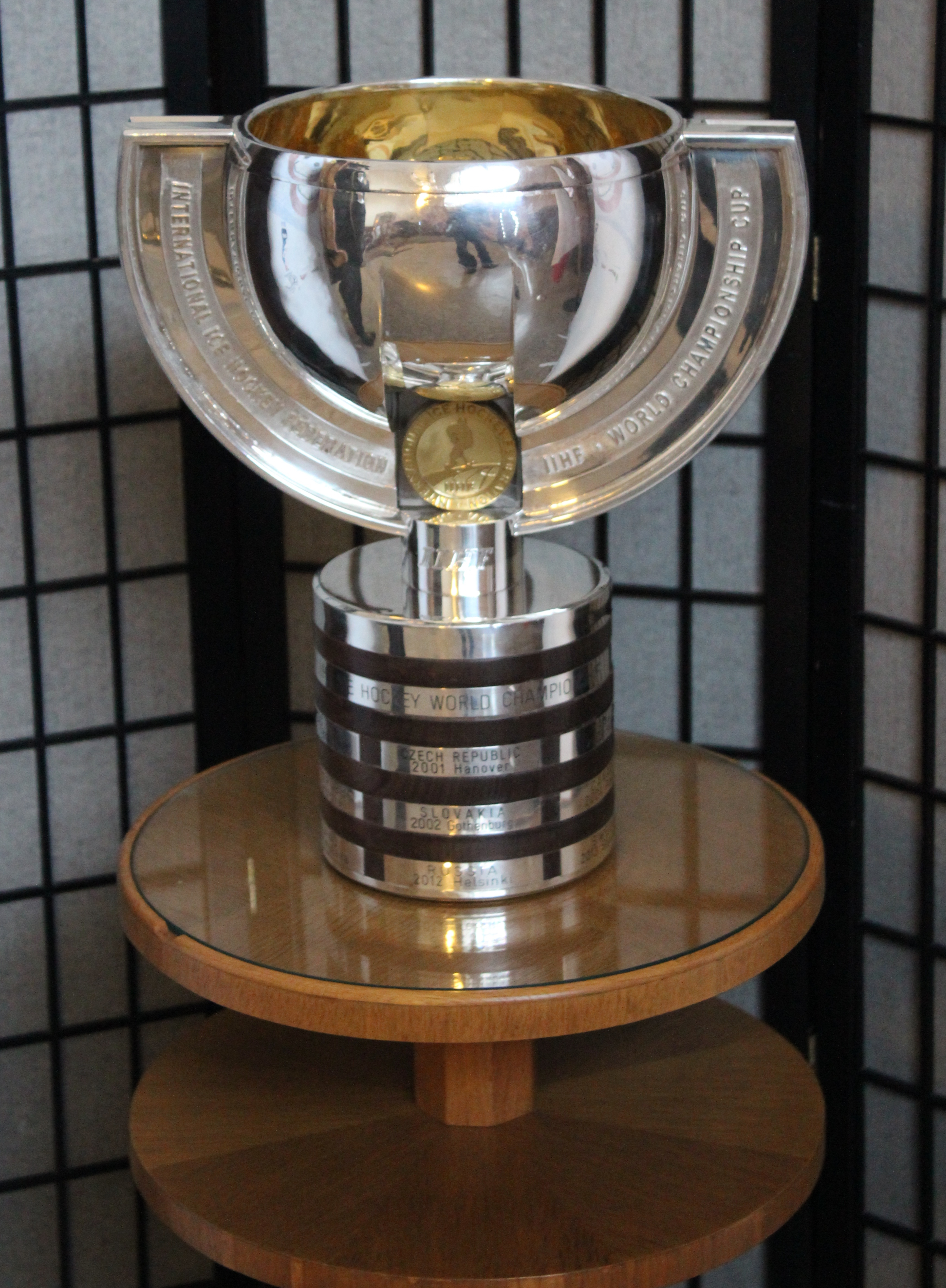
Trofeum dla zwycięzcy mistrzostw świata

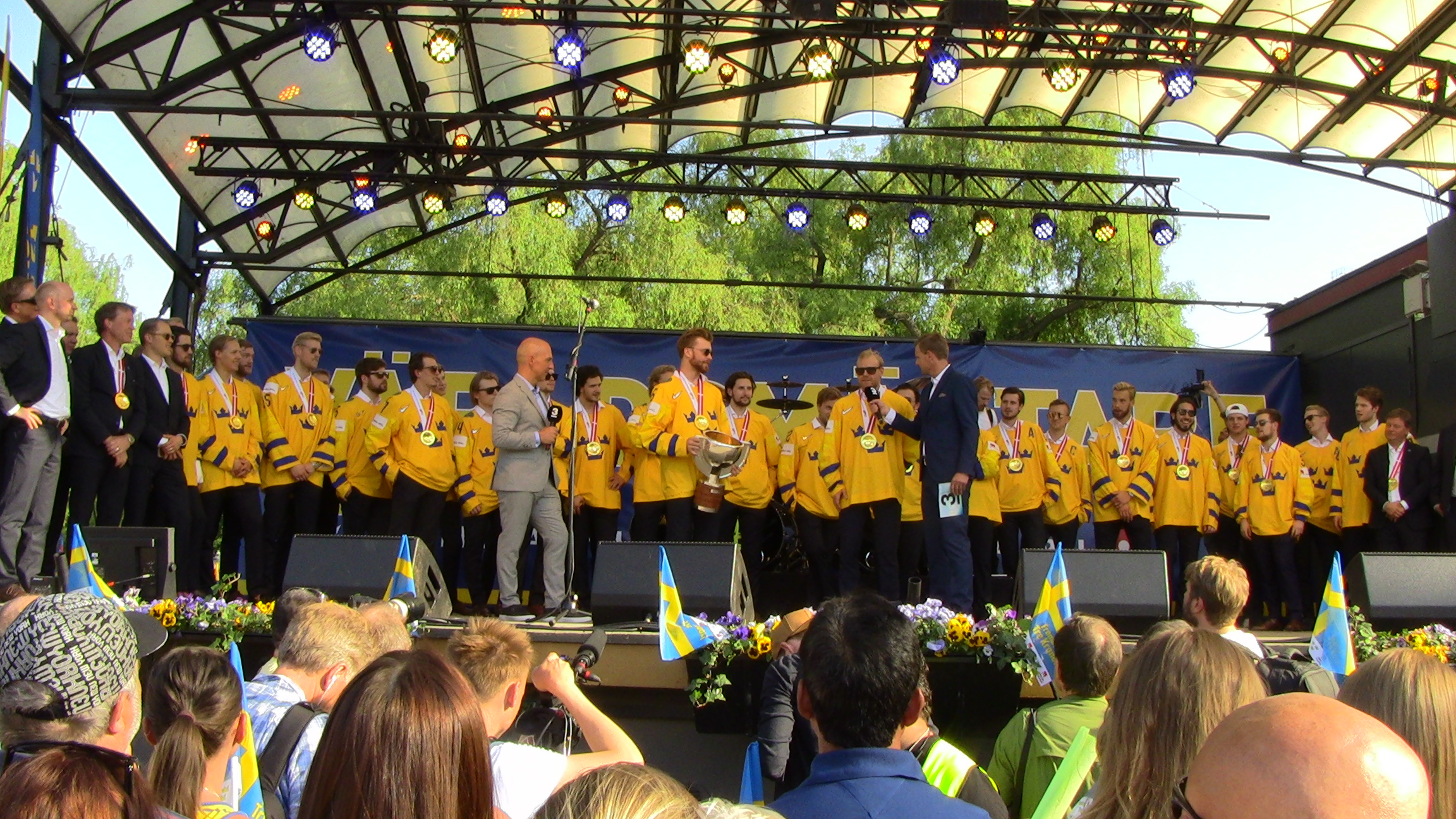
Ekipa Szwecji w Sztokholmie, po powrocie z turnieju

| Złoto Szwecja          | Lias Andersson, Victor Arvidsson, Mikael Backlund, Mattias Ekholm, Oliver Ekman Larsson, Dennis Everberg, Filip Forsberg, Erik Gustafsson, Filip Gustavsson, Magnus Hellberg, Patric Hörnqvist, Mattias Janmark, Adrian Kempe, John Klingberg, Adam Larsson, Johan Larsson, Hampus Lindholm, Anders Nilsson, Gustav Nyquist, Magnus Pääjärvi Svensson, Elias Petersson, Rickard Rakell, Jacob de la Rose, Mikael Wikstrand, Mika Zibanejad Trener: Rikard Grönborg |
| Srebro Szwajcaria      | Sven Andrighetto, Chris Baltisberger, Reto Berra, Enzo Corvi, Raphael Diaz, Kevin Fiala, Michael Fora, Lukas Frick, Joel Genazzi, Leonardo Genoni, Gaëtan Haas, Gregory Hofmann, Roman Josi, Dean Kukan, Timo Meier, Simon Moser, Mirco Müller, Nino Niederreiter, Damien Riat, Noah Rod, Reto Schäppi, Tristan Scherwey, Gilles Senn, Ramon Untersander, Joel Vermin Trener: Patrick Fischer                                                                      |
| Brąz Stany Zjednoczone | Cam Atkinson, Nick Bonino, Will Butcher, Blake Coleman, Scott Darling, Alex Debrincat, Johnny Gaudreau, Brian Gibbons, Quinn Hughes, Nick Jensen, Patrick Kane, Keith Kinkaid, Chris Kreider, Dylan Larkin, Anders Lee, Alec Martinez, Charlie McAvoy, Sonny Milano, Charlie Lindgren, Jordan Oesterle, Neal Pionk, Derek Ryan, Tage Thompson, Colin White Trener: Jeff Blashill                                                                                   |

## Klasyfikacja końcowa
| Msc. | Reprezentacja     |
| ---- | ----------------- |
|      | Szwecja           |
|      | Szwajcaria        |
|      | Stany Zjednoczone |
| 4    | Kanada            |
| 5    | Rosja             |
| 6    | Finlandia         |
| 7    | Czechy            |
| 8    | Łotwa             |
| 9    | Słowacja          |
| 10   | Dania             |
| 11   | Niemcy            |
| 12   | Francja           |
| 13   | Norwegia          |
| 14   | Austria           |
| 15   | Białoruś          |
| 16   | Korea Południowa  |

| Spadek do I Dywizji Grupy A w 2019: | Białoruś Korea Południowa |
| Awans do turnieju MŚ Elity w 2019:  | Wielka Brytania Włochy    |